# Giovanni Battista Morandi
Giovanni Battista Morandi, pseudonimo di Battista Pietro Morandi (Novara, 3 dicembre 1876 – Carso, 15 novembre 1915), è stato uno storico e storico dell'arte italiano. È annoverato tra i padri della storiografia novarese.

## Biografia

### Giovinezza e formazione
Nacque il 3 dicembre 1876 da Cesare e Clementina Cucchi a Novara, in una famiglia già votata all'insegnamento.
Nella città natale studiò dalle scuole elementari fino al liceo classico (quest'ultimo frequentato presso l'istituto Carlo Alberto). Nel 1897 era iscritto all'Università di Torino, facoltà di lettere, come alunno interno del collegio Caccia. Poco avvezzo alla pedanteria e ai rigidi schemi della formazione del tempo, si rammaricava di non eccellere negli studi. Si immerse dunque nello studio della storia locale prevalentemente da autodidatta.
Nell'ottobre 1897 abbandonò l'università e si arruolò nella milizia alpina con alcuni compagni. Terminato il periodo di servizio obbligatorio, si congedò col grado di sottotenente e riprese gli studi.
Fu richiamato temporaneamente alle armi nel 1903. Dopo il congedo, a novembre dello stesso anno, si iscrisse all'Università di Genova e si laureò.

### A Novara
(Giuseppe Cesare Barbavara di Gravellona, Necrologio)
Tornò quindi a Novara, dove si dedicò con passione alla storia cittadina, guadagnandosi la stima del direttore della Biblioteca Civica, Raffaele Tarella, che molto lo consigliò e incoraggiò.
Nel 1904/1905 il Consiglio Comunale riunì la Biblioteca Civica e la Biblioteca Negroni, e Morandi fu incaricato (assieme ad Alessandro Viglio e al personale della Biblioteca Civica) di catalogarne tutte le opere, avendo così modo di conoscerne approfonditamente tutto il patrimonio.

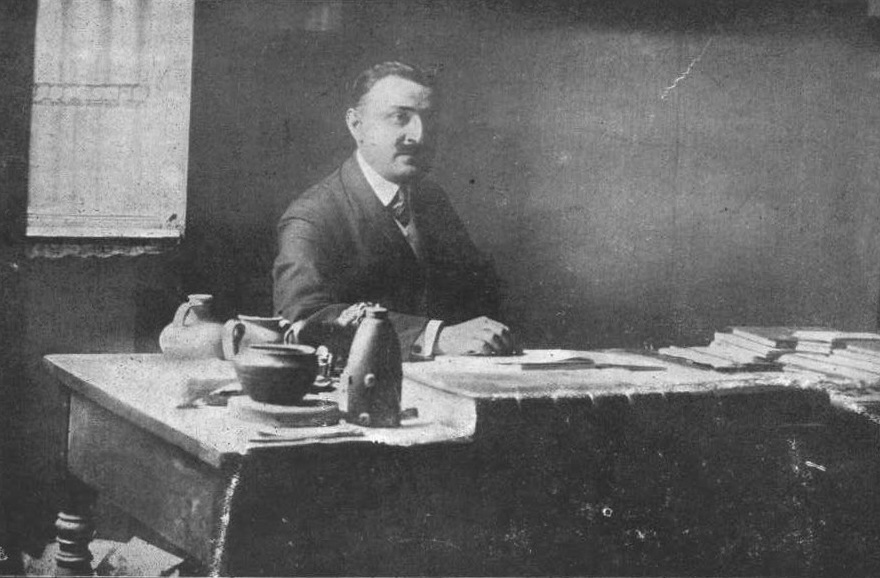
Morandi nel suo studio al Museo Civico di Novara

Il 24 dicembre 1906 il Comune lo incaricò dell'inventario del Museo Civico e della consegna del museo stesso all'amministrazione della Biblioteca Negroni. Il 16 gennaio 1910 fu inaugurato il Museo Civico e il 14 aprile 1911 Morandi ne fu nominato direttore, con voto unanime, a riconoscimento ufficiale delle tante fatiche.
Fu in quegli anni che lo studio di Morandi divenne il punto di incontro del cenacolo di appassionati della storia, dell'arte e dell'archeologia novarese che sarebbe sfociato alcuni anni dopo nella Società Storica Novarese. Vi facevan parte Lino Cassani (parroco di Sant'Eufemia), Augusto Lizier (esperto di storia economica) e Francesco Pezza (votato agli studi sulla Lomellina, sua terra d'origine).

### Morte
Scoppiata la prima guerra mondiale, partì nuovamente con gli alpini, col grado di capitano del 122º Reggimento fanteria "Macerata". Dal fronte inviò diverse lettere con pensieri e osservazioni sulla vita di guerra. Morì il 15 novembre 1915 sul Carso, durante la quarta battaglia dell'Isonzo, colpito alla testa da un cecchino:
(Alessandro Viglio, G. B. Morandi - Il carattere e la vita)
Il suo cappello da alpino, perforato dalla pallottola austriaca, è custodito tra i cimeli del Museo "Aldo Rossini".
In quanto socio corrispondente della Società Piemontese di Archeologia e Belle Arti di Torino, durante l'assemblea del 31 gennaio 1916 il socio Giuseppe Cesare Barbavara di Gravellona ne pronunciò il discorso commemorativo.

## Opere
- Novara e l'invasione austriaca del '59, Edizioni del Giornale, Novara, 1905
- L'Ospedale Maggiore della Carità di Novara. Memorie storiche, Novara, Parzini, 1907, con Stefano Ferrara
- Il castello di Novara dalle origini al 1500, Cantone, Novara, 1912
- Novaresi e Mussulmani, Cantone, Novara, 1912
- Le carte del museo civico di Novara (881-1346), Pinerolo, 1913
- Le carte dell'Archivio Capitolare di Santa Maria di Novara, con Ferdinando Gabotto, Augusto Lizier, Andrea Leone e Oreste Scarzello, 1913-1924

Nel 1907, inoltre, fondò il Bollettino Storico per la Provincia di Novara e ne divenne il primo direttore, contribuendo con 81 articoli.

## Riconoscimenti
Subito dopo la morte, l'intero fascicolo VI del 1915 del Bollettino Storico per la Provincia di Novara fu dedicato a Morandi.
Nel 1926 il comune di Novara gli intitolò una via nel quartiere Sacro Cuore, precedentemente nota come strada del Castello.
Nel 1994 il giornalista e scrittore Romolo Barisonzo gli ha dedicato un capitolo nel terzo volume della serie Novaresi bella gente, ove è descritto come uomo riservato, tuttavia di spirito e piacevole compagnia.
Il 14 novembre 2015, in occasione del centenario della scomparsa, la Società Storica Novarese ha organizzato un evento per ricordarne la figura. L'evento, patrocinato dal Comune di Novara, si è tenuto presso la Sala dell'Arengo del complesso monumentale del Broletto.